# Luke Crosbie
Pour les articles homonymes, voir Crosbie.

a Compétitions nationales et continentales officielles uniquement.

b Matchs officiels uniquement.
Dernière mise à jour le 8 février 2024.
Luke Crosbie, né le 22 avril 1997 à Livingston (Écosse), est un joueur international écossais de rugby à XV. Il évolue principalement au poste de troisième ligne aile au sein de l'effectif d'Édimbourg Rugby en United Rugby Championship.

## Biographie

### Jeunesse et formation
Luke Crosbie naît à Livingston en Écosse. Il déménage à Mid Calder (en) et joue tout d'abord au football. Alors qu'il se promène avec son père, ils tombent sur un match de rugby à XV du Livingston RFC (en) et il indique à ses parents qu'il veut jouer à ce sport, il rejoint alors ce club à l'âge de neuf ans,. Par la suite, il est scolarisé au sein de la West Calder High School (en) où il rejoint les catégories de jeunes de Currie RFC,. Avec ce dernier, il fait ses débuts avec l'équipe senior, en Scottish Premiership, à l'âge de dix-sept ans seulement. Plus tard, il signe un contrat à temps plein avec l'Academy (centre de formation) d'Édimbourg Rugby.
Il connaît les sélections de jeunes avec l'Écosse à partir des catégories des moins de 18 ans avant d'être sélectionné par l'équipe d'Écosse des moins de 20 ans pour participer au Tournoi des Six Nations des moins de 20 ans 2017,. Quelque mois plus tard, il est de nouveau retenu pour le Championnat du monde junior, où il prend part à cinq rencontres en tant que titulaire et est l'un des éléments importants de cette équipe qui termine à la cinquième place de la compétition, soit le meilleur classement de son histoire.
Jeune, il évolue au poste de deuxième ligne avant d'être déplacé en troisième ligne aile en catégorie des moins de 18 ans.
En parallèle du rugby, il étudie la gestion d'entreprise et le marketing au sein de l'université Heriot-Watt où il s'est vu offrir une bourse pour lier le sport de haut niveau et ses études.

### Carrière professionnelle

#### Début de carrière (2017-2021)
À partir de l'été 2017, il s'entraîne avec l'effectif professionnel et il fait finalement ses débuts professionnels en octobre contre les Zebre dans le Pro14,. La semaine suivante, il découvre le Challenge européen face aux London Irish où il inscrit également son premier essai en professionnel. En décembre, après avoir enchaîné huit rencontres, il signe son premier contrat professionnel avec Édimbourg le liant jusqu'en 2020 avec ces derniers,. Le mois suivant, il est invité à venir s'entraîner avec l'équipe d'Écosse en amont du Tournoi des Six Nations 2018. Bien qu'il participe à la saison d'Édimbourg, il est parfois relâché pour jouer avec Currie RFC. Pour sa première saison professionnelle, il prend part à douze rencontres, connaissant cinq titularisations et inscrivant trois essais.
La saison suivante, il découvre la Coupe d'Europe face au RC Toulon en octobre. Le même mois, il est de nouveau appelé pour s'entraîner avec le XV du Chardon mais il se blesse à la mâchoire et retourne dans son club. Début 2019, il est appelé par le sélectionneur écossais, Gregor Townsend, pour disputer le Tournoi des Six Nations. Cependant, il ne joue aucune rencontre.
Sur la première partie de la saison 2019-2020, il est titulaire à sept reprises en autant de rencontres disputées. De ce fait, en décembre il signe une nouvelle prolongation de contrat avec son équipe. Le mois suivant, il est sélectionné pour le Tournoi des Six Nations 2020. Une nouvelle fois, il ne connaît pas sa première cape durant la compétition, notamment car son coéquipier en club Hamish Watson est titulaire au même poste que lui avec l'équipe d'Écosse, mais il est toutefois cité comme le futur de cette équipe. Bien que perturbée par la pandémie de Covid-19, sa saison est plutôt réussie sur le point personnel où il est titulaire lors de douze des quinze rencontres qu'il dispute.
Durant la saison 2020-2021, il réalise une bonne saison sur le point personnel, il est nommé capitaine pour la première fois contre les Zebre, et en fin de saison, il remporte le prix du joueur de l'année d'Édimbourg,. Durant l'été, il fait partie du groupe écossais pour la tournée estivale mais il ne dispute aucune rencontre à cause de la pandémie de Covid-19 qui annule les rencontres.

#### Débuts internationaux (2021-)
Luke Crosbie continue sur sa lancée lors du début de saison 2021-2022 du United Rugby Championship (URC) où il est récompensé par une nouvelle sélection avec le XV du Chardon. Fin octobre, il est enfin aligné sur une feuille de match et fait ses débuts internationaux contre les Tonga. Quelque temps après sa première sélection, il estime qu'il joue mieux au rugby depuis. Cependant, il est freiné dans sa progression à cause d'une blessure contractée en décembre, il ne fait son retour qu'en avril. En juin, il est retenu par l'Écosse pour la tournée en Amérique du Sud. Il joue tout d'abord pour l'équipe d'Écosse A face au Chili où il est nommé capitaine et est l'auteur d'une bonne performance,. Plus tard durant la tournée, il est retenu pour disputer le premier test face à l'Argentine, il connaît alors sa première titularisation internationale lors de ce match perdu 26-18,.
Après un début de saison où il enchaîne les titularisations, durant l'automne 2022, il est de nouveau sélectionné par l'Écosse. En janvier suivant, Gregor Townsend le retient pour le Tournoi des Six Nations 2023. Dès la première journée, il est titularisé face à l'Angleterre et dispute son premier match dans le Tournoi où il réalise une bonne performance défensive avec vingt plaquages réussis en seulement 58 minutes disputées, contribuant à la victoire de son équipe. Pour la journée suivante, il est reconduit une nouvelle fois en tant que titulaire. Cependant, même s'il est l'auteur d'une nouvelle bonne performance, le retour d'Hamish Watson l'envoie hors du groupe pour le reste de la compétition,. Avec son club, il réalise une bonne saison sur le point personnel, disputant notamment quinze rencontres dont quatorze comme titulaire et inscrivant trois essais, il est alors récompensé de quatre récompenses au sein de son club dont le prix de Meilleur joueur pour la seconde fois de sa carrière,. En mai suivant, il est sélectionné dans une pré-liste pour préparer la Coupe du monde 2023.
Trois mois plus tard, il est retenu définitivement pour le Mondial. Durant la compétition, il dispute deux matchs de poule en étant titulaire à une reprise contre la Roumanie. Son équipe est cependant éliminée dès cette phase.
De retour avec Édimbourg, il est titularisé pour la première fois de sa carrière au poste de troisième ligne centre à l'occasion de la première journée de l'URC où son équipe s'impose 22-17 sur le terrain des Dragons. La journée suivante, il est décisif dans la victoire 17-16 de son équipe à domicile face aux Lions en inscrivant un essai. Au mois de janvier 2024, il est sélectionné pour le Tournoi des Six Nations. Titulaire pour la première journée contre le pays de Galles, il subit une blessure à l'épaule durant ce match, lors du premier succès des siens sur le terrain gallois depuis vingt-deux ans, et déclare forfait pour le reste de la compétition.

## Statistiques

### Statistiques en équipe nationale
Luke Crosbie compte 12 sélections dont 9 en tant que titulaire, depuis sa première sélection le 30 octobre 2021 face aux Tonga.
Il a participé à deux éditions du Tournoi des Six Nations en 2023 et 2024.
Il a également participé à une édition de la Coupe du monde en 2023, il dispute deux matchs dont un en tant que titulaire.

## Palmarès

### En sélection nationale
Néant

#### Tournoi des Six Nations
| Édition          | Rang | Résultats Écosse | Résultats Crosbie | Matchs Crosbie |
| ---------------- | ---- | ---------------- | ----------------- | -------------- |
| Six Nations 2023 | 3e   | 3 v, 0 n, 2 d    | 2 v, 0 n, 0 d     | 2/5            |

Légende : v = victoire ; n = match nul ; d = défaite ; la ligne est en gras quand il y a Grand Chelem.